# Piz Rots

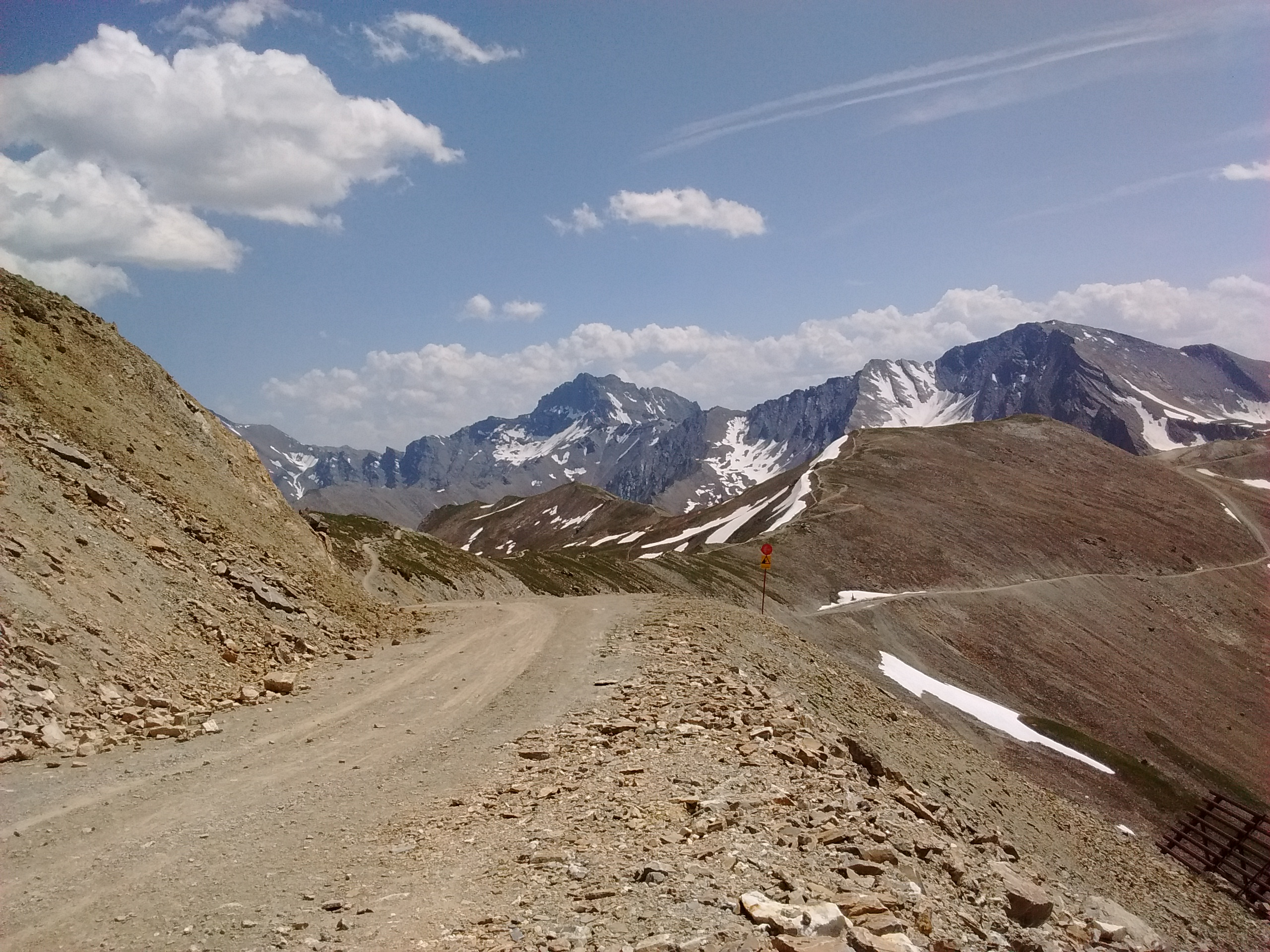
Stammerspitze und Piz Rots (rechts)

Der Piz Rots ([ˌpitsˈrɔts]ⓘ) (rätoromanisch im Idiom Vallader), auch Piz Roz genannt, deutscher Name Vesilspitze, ist ein 3097 m ü. M. hoher Berg in der Samnaungruppe, einem Gebirge in den Zentralalpen, an der österreichisch-schweizerischen Grenze.

## Lage und Umgebung
Am westlichen Ende des Samnauntals liegt der Piz Rots auf der Gemeindegrenze zwischen Samnaun im Osten, dem Val Sinestra in der Unterengadiner Gemeinde Valsot im Süden und der Tiroler Gemeinde Ischgl im Nordwesten. Nördlich des Gipfels liegt das Zeblasjoch (2539 m ü. M., Fuorcla Zeblas, Samnaunerjoch), im Westen setzt sich der Kammverlauf zum Piz Val Gronda und zum Fimbatal fort, der Südostgrat verbindet ihn über Sulnerspitz (3034 m) und Piz Chamins (2928 m) mit der Stammerspitze.
Der Berg ist hauptsächlich aus Schiefergestein aufgebaut. Unterhalb der Nordostwand befindet sich der kleine Sulnergletscher. Große Teile des Gletschers sind unter Schieferschutt vergraben, daher ist die eigentliche Größe schwer erkennbar.

## Anstiege
Die Vesilspitze gilt als verhältnismäßig leicht besteigbar. Über den Westgrat führt ein wegloser Anstieg entweder von Ischgl durch das Fimba- und Vesiltal oder von der Heidelberger Hütte zum Gipfel. Vom Zeblasjoch aus kann die Vesilspitze über den Nordgrat erreicht werden, der Zugang zum Joch ist von Samnaun oder aus dem Fimbatal möglich. Der gerade Nordgrat ist schwieriger (Schwierigkeitsgrad II nach UIAA). Weitere Routen führen über den Sulnerferner, durch die schrofendurchsetzte Südflanke und über den Südostgrat von der Sulnerspitze (II).
Der Piz Rots wurde 1849 von J. Coaz im Zuge topografischer Arbeiten erstbestiegen.